# Николаев, Василий Викторович
Николаев Василий Викторович (род. 4 сентября 1959 года, Москва) — российский врач — детский хирург, уролог, андролог, профессор, доктор медицинских наук, член международных ассоциаций детских хирургов (EUPSA) и детских урологов (ESPU). Главный хирург Росcийской детской клинической больницы с 2009 по 2019 год.
В 2016 году вручена национальная премия «Призвание» за создание нового метода лечения тяжелых пороков развития органов малого таза у детей.
Автор более 120 научных работ в российских и международных журналах, более 30 методик хирургического лечения, 11 патентов на изобретения.

## Биография
1982 — закончил 2 МОЛГМИ им. Н. И. Пирогова
1982—1984 — ординатура по детской хирургии — ДГКБ № 13 им. Н. Ф. Филатова,
1984—1990 — врач-хирург отделения неотложной и гнойной хирургии ДГКБ№ 13
1987 — защитил кандидатскую диссертацию
1990—2008 — работал старшим и с 1994 года главным научным сотрудником в отделении урологии Российской детской клинической больницы
1993 — защитил докторскую диссертацию на тему: «Лечение стриктур уретры у детей»
1994 — врач-хирург высшей категории, присвоено ученое звание профессор.
с 1990 — по настоящее время занимается проблемами хирургического лечения заболеваний тазовых органов у детей, а также разработкой методов хирургической коррекции при наиболее сложных вариантах патологии в урологии, гинекологии, колопроктологии.
С 2008—2019 года — главный хирург Российской детской клинической больницы.

## Научная деятельность
Основные научные и клинические интересы доктора Николаева В. В. сосредоточены в области хирургии тазовых и репродуктивных органов у детей и подростков, хирургического лечения пороков развития (гипоспадия, экстрофия, эписпадия клоакальные пороки, обструктивные уропатии), аномалий половых органов (крипторхизм, гироцеле, варикоцеле, ложный гермафродитизм) и посттравматической патологии органов мочевой и половой систем, (стриктуры уретры, влагалища, микроцистис). Один из авторов программы исследования заболеваний половых органов у мальчиков, родившихся после патологически протекающей беременности.

### Вклад в развитие детской хирургии
- Способ уретероцистонеостомии Авт. св-во № 1277452 Регистр. 15.08.1986 г. Соавт. Исаков Ю. Ф., Степанов Э. А.
- Способ лечения стриктур уретры Авт. св-во № 1361753 Регистр. 22.08.1987 г. Соавт. Степанов Э. А., Васильев Г. С.
- Способ лечения стриктур трубчатых органов Авт. св-во № 1412516 Регистр. 27.04.1989 г. Соавт. Степанов Э. А., Васильев Г. С.
- Способ лечения стриктур уретры Авт. св-во № 4938397/14 Регистр. 27.04.1989 г.
- Устройство для формирования анастомоза Авт. св-во № 4950727 Регистр. 18.05.1992 г.
- Способ реконструкции влагалища у девочек с врожденной дисфункцией коры надпочечников при расположении проксимальной границы урогенитального синуса на уровне или выше наружного сфинктера уретры Патент на изобретение № 2114565 Регистр. 10.07.1998 г. Соавт. Бижанова Д. А., Протасов А. А.
- Способ восстановления проходимости влагалища при высокой атрезии Патент на изобретение № 2114566 Регист. 10.07.1998 г. Соавт. Бижанова Д. А.
- Способ реконструкции влагалища при посттравматических облитерациях и стенозах, располагающихся выше мышц тазового дна Патент на изобретение № 2114567 Регист. 10.07.1998 г. Соавт. Бижанова Д. А.
- Способ вагинопластики при аплазии влагалища Патент № 218539 Приоритет 21.10.2001
- Способ оперативного устранения патологического диастаза лобковых костей путем их оперативного сведения и фиксации Патент № 2257172 Приоритет 31.10.2003
- Способ лечения врожденного расширения мочеточника у детей Патент № 2255677 Приоритет 26.12.2003

## Премии и награды
- Премия Мэрии Москвы в области здравоохранения и медицины за 1995 год.
- Премия международного фонда «Поколение» за разработку передовых медицинских технологий и внедрение их в практику здравоохранения за 2000 год.
- Премия международного фонда «Поколение» за разработку передовых медицинских технологий и внедрение их в практику здравоохранения за 2005 год.
- Премия «Призвание 2016» за создание нового метода лечения тяжелых пороков развития органов малого таза у детей.